# Angus Deaton

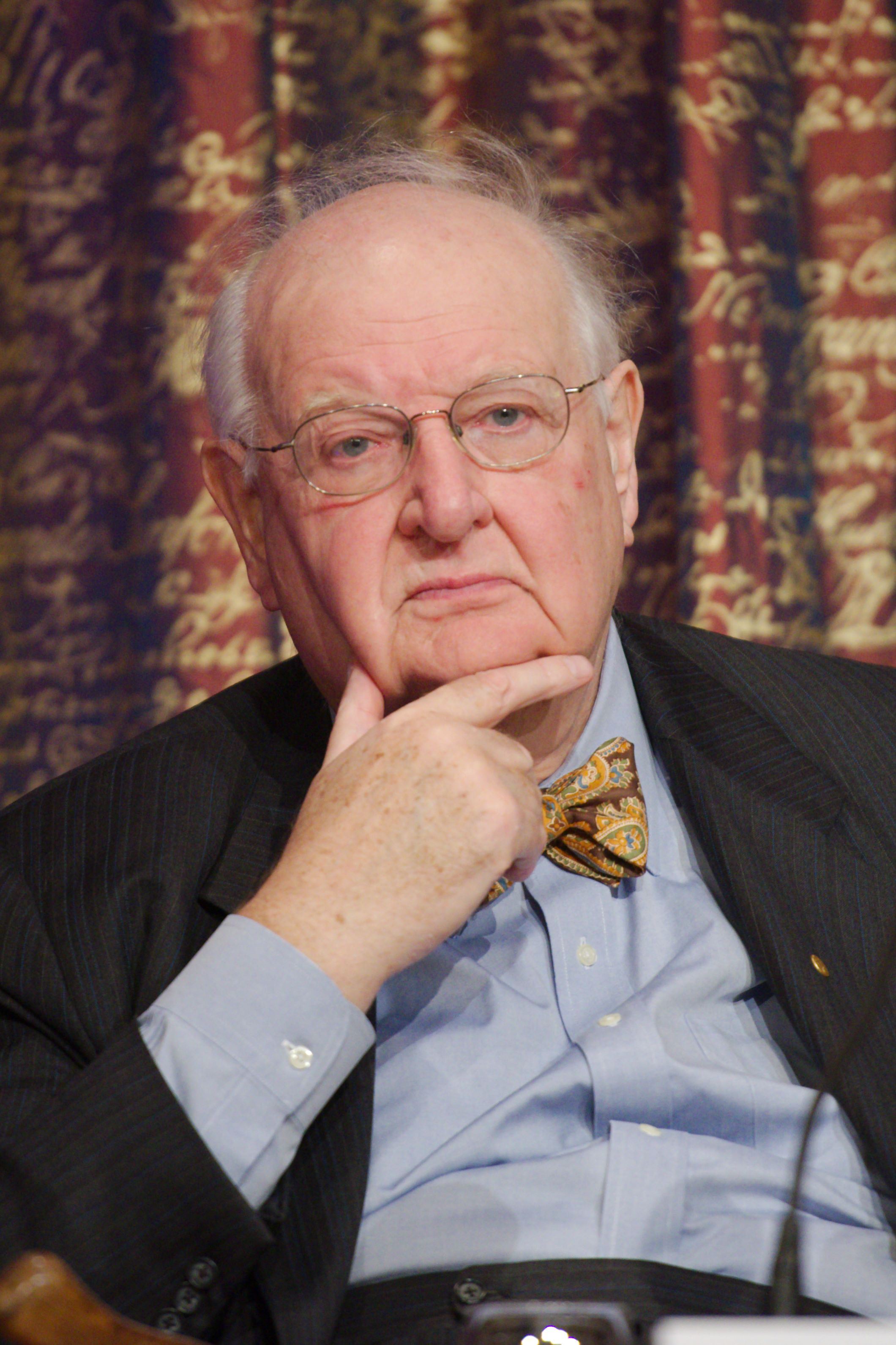
Angus Deaton (2015)

Sir Angus Stewart Deaton (* 19. Oktober 1945 in Edinburgh) ist ein britisch-US-amerikanischer Ökonom. Er ist Professor für Wirtschaftswissenschaften an der Princeton University und erhielt 2015 den Alfred-Nobel-Gedächtnispreis für Wirtschaftswissenschaften „für seine Analyse von Konsum, Armut und Wohlfahrt“.

## Leben
Deaton wurde im schottischen Edinburgh geboren. Er studierte Ökonomie an der University of Cambridge (B.A., 1967; M.A., 1971) und wurde dort 1974 zum Ph.D. promoviert. Sein Doktorvater war der Ökonom Richard Stone.
Anschließend lehrte er von 1976 bis 1983 an der University of Bristol als Professor of Econometrics. Als erster Preisträger überhaupt erhielt er im Jahr 1978 die Frisch-Medaille. Gemeinsam mit John Muellbauer veröffentlichte er 1980 'An Almost Ideal Demand System' in der Fachzeitschrift American Economic Review, diese Arbeit gilt bis heute als eine seiner wichtigsten.
Von Bristol wechselte er nach Princeton und lehrt dort seitdem an der Woodrow Wilson School of Public and International Affairs und an der Wirtschaftsfakultät der Princeton University als Dwight D. Eisenhower Professor of International Affairs sowie als Professor of Economics and International Affairs. Von 1990 bis 1991 war er als Overseas Fellow am Churchill College der University of Cambridge tätig.
Seine Gattin ist die Ökonomin Anne Case.

## Wirken

### Forschungsinteressen
Deatons Forschungsinteressen sind Gesundheits- und Entwicklungsökonomie sowie die Befragung und das mikroökonomische Verhalten von Haushalten.

### Das Deaton-Paradoxon
Deaton formulierte 1989 zusammen  mit John Y. Campbell im Fachaufsatz Why Is Consumption So Smooth? das später nach ihm benannte Deaton-Paradoxon. Sie setzen sich darin mit der Hypothese permanenter Einkommen von Milton Friedman auseinander. Gemäß der Hypothese richten Menschen ihre Konsumentscheidungen an ihrem langfristigen Einkommen aus und erhöhen ihre Ausgaben um weniger als ihren Einkommenszuwachs. Konsumausgaben würden demnach weniger schwanken als das Einkommen (sie sind „glatter“).
Obwohl diese Hypothese aggregierte Daten sehr gut erklären kann, konnten Campbell und Deaton dagegen in ihrer Zeitreihenanalyse von quartalsweise gesammelten Mikrodaten zeigen, dass die Hypothese nicht immer stimmt. Sie sei im Gegenteil davon abhängig, um welche Form von Einkommen es sich handele und ob die Haushalte weitere Einkommenszuwächse zusätzlich zu bisherigen Einkommenszuwächsen erwarteten. In diesem Fall würden Konsumausgaben fast doppelt so stark schwanken wie das Einkommen. Das Paradoxon ist nun, dass in aggregierten Daten immer noch eine Konsumglättung auftaucht, die die nun korrigierte Hypothese permanenter Einkommen nicht vorhersagt.

### Kritik der Entwicklungshilfe
Deaton ist ein scharfer Kritiker der Entwicklungshilfe. Diese würde zwar einen unmittelbaren Nutzen stiften, zerstöre aber, weil sie nicht vom Staat selber erbracht werde und von außen komme, den Gesellschaftsvertrag und richte deshalb großen Schaden an. Die Entwicklungshilfe behindere so die Entstehung eines funktionierenden Staates. Wenn die Dienstleistungen von außen herangetragen würden, funktioniere der demokratische Mechanismus («[E]in demokratisches oder wechselwirksames Zusammenspiel von Steuern und Ausgaben») nicht mehr. Das Zusammenspiel von Verantwortungs-Übertragung und Rechenschafts-Pflicht, wie es in einer modernen Gesellschaft bestehe, werde damit unterminiert.
«Es ist sehr zynisch und ausgesprochen bösartig etwas zu tun, das den Menschen schadet. Wenn wir helfen, nur um uns gut zu fühlen, wenn wir uns sagen, wir müssen etwas für die Menschen tun und deswegen spende ich 1000 Franken, dann ist das nicht gut, denn wir tun es für uns.»
Er sieht stattdessen Potenzial in der Hilfe bei der Ausarbeitung von Wirtschaftsverträgen, bei denen Entwicklungsländer schlecht wegkommen würden. Er ist auch ein scharfer Gegner der Weltbank, weil diese amerikanisch dominiert sei, was sich bereits darin zeige, dass die USA seit der Gründung sämtliche Präsidenten gestellt haben.

## Ehrungen
- 1978: Frisch-Medaille der Econometric Society[6]
- 2011: BBVA Foundation Frontiers of Knowledge Award in Economics, Finance, and Management
- 2014: Leontief-Preis[7]
- 2015: Alfred-Nobel-Gedächtnispreis für Wirtschaftswissenschaften für seine Analyse von Konsum, Armut und Wohlfahrt[1]

## Mitgliedschaften
- 1978 Econometric Society[8]
- 1992 American Academy of Arts and Sciences
- 2014 American Philosophical Society
- 2015 National Academy of Sciences
- American Economic Association (2009 Präsident)[9]
- korrespondierendes Mitglied der British Academy
- Royal Society of Edinburgh

## Werke

### Bücher
- mit John Muellbauer: Economics and Consumer Behavior. Cambridge University Press, New York 1980, ISBN 0-521-29676-5.
- Understanding Consumption. (= Clarendon Lectures in Economics). Clarendon Press, Oxford 1992, ISBN 0-19-828824-7.
- The Analysis of Household Surveys: A Microeconometric Approach to Development Policy. Johns Hopkins University Press for the World Bank, Baltimore 1997. PDF
- The Great Escape: Health, Wealth, and the Origins of Inequality. Princeton University Press, Princeton 2013, ISBN 978-1-4008-4796-9.
  - Deutsch: Der große Ausbruch. Von Armut und Wohlstand der Nationen. Klett-Cotta, Stuttgart 2017, ISBN 978-3-608-94911-7.
- mit Anne Case: Deaths of Despair and the Future of Capitalism. Princeton University Press, 2020, ISBN 978-0-691-19078-5.
  - Deutsch: Tod aus Verzweiflung. Der Untergang der amerikanischen Arbeiterklasse und das Ende des amerikanischen Traums. Plassen, Kulmbach 2022. ISBN 978-3-86470-769-8.
- Economics in America. An Immigrant Economist Explores the Land of Inequality. Princeton University Press, Princeton/Oxford 2023, ISBN 978-0-691-24762-5.

### Beiträge in Sammelwerken
- Aging, Religion, and Health. In: David A. Wise (Hrsg.): Explorations in the Economics of Aging. University of Chicago Press, 2011, ISBN 978-0-226-90337-8.